# Nannostomus eques
Nannostomus eques es una especie de peces de la familia Lebiasinidae en el orden de los Characiformes. 

## Morfología
Cuerpo ahusado, alargado, hidrodinámico, y con cabeza muy puntiaguda, y muy pequeña. 
También su boca es muy chica. 
Aletas dorsal y anal simétricas con relación la línea lateral. 
Carece de aleta adiposa. 
Su coloración es variable según la procedencia geográfica, pero los más comunes son dorados con una franja marrón a lo largo que le da su nombre, que llega hasta el final de la caudal, parte inferior, la parte superior es trasparente, como las demás aletas. 
Presentan una cierta variación en el color nocturno. 
Los machos pueden llegar alcanzar los 5 cm de longitud total
Dimorfismo sexual: El macho es más fino que la hembra, y algo más pequeño la aleta anal es más roja y con un afilado blanco más señalado.
Nadan con una inclinación de 60°.

## Reproducción
Es ovíparo.
Aparentemente fácil, aunque no tanto como otros peces lápiz, si se le tiene en condiciones, y bien alimentado hay mejores posibilidades. 
Para ello necesitan una gua muy blanda 2º, y un pH de 6, y subir la temperatura, a 29° o 30°. 
El macho tomará la iniciativa, aunque esto se hace de una manera igualmente reservada y apacible que gastan normalmente en un acuario. 
La pareja nadará en ángulo, con los hocicos juntos. 
Los huevos se colocan en grupos de 3-4 en el envés de las hojas grandes de las plantas, generalmente cerca de la superficie, y los padres se los comerán casi inmediatamente si no lo impedimos separándolos y llevándolos a un acuario de cría cortando la hoja, o bien sacando a los padres 
Se ponen hasta 150 huevos grandes que eclosionan en 24-36 horas. Y alcanzaran el nado libre en 4 o 5 días. Y habrá que alimentarlos con nauplios de artemia, e infusorios.

## Alimentación
Son difíciles de alimentar correctamente en un comunitario, ya que son poco competitivos en este aspecto con respecto a otras especies puesto que son comedores lentos, y jamás comerán del fondo. Así que en este aspecto y con según que vecinos habrá que tener cuidado. 

Aunque son omnívoros en la naturaleza se alimentan fundamentalmente de insectos. 

En el acuario alimento vivo larvas, artemias, dafnias…. Y cualquier alimento comercial congelado seco o liofilizado, siempre de pequeño tamaño dada su boca diminuta.

## Distribución geográfica
Se encuentran en Sudamérica: cuenca del río Amazonas.Es un pez de agua dulce y de clima tropical
(23 °C-28 °C).
Amazónico, Brasil, Perú, Colombia y Guayana. Curso medio del Amazonas , río Negro y en la Cuenca del Orinoco, en los ríos Meta, Guaviare, Inírida, Bita, Orinoco, Vichada, desde Guayana al río Negro, en pequeños cursos de con corriente, en lagos y lagunas.